# Pram (Austria)
Pram è un comune austriaco di 2 330 abitanti nel distretto di Grieskirchen, in Alta Austria; ha lo status di comune mercato (Marktgemeinde) e si trova nella regione dell'Hausruckviertel. Circa il 9% del territorio comunale è coperto da foreste, mentre l'82% da terre coltivate.